# Katsumi Oenoki
Katsumi Oenoki, född 3 april 1965 i Shizuoka prefektur, Japan, är en japansk tidigare fotbollsspelare.